# Unterseeboot 334
Le Unterseeboot 334 (ou U-334) est un sous-marin allemand (U-Boot) de type VII.C utilisé par la Kriegsmarine (marine de guerre allemande) pendant la Seconde Guerre mondiale.

## Construction
L'U-334 est un sous-marin océanique de type VII C. Construit dans les chantiers de Nordseewerke à Emden, la quille du U-334 est posée le 16 mars 1940 et il est lancé le 15 août 1941. L'U-334 entre en service deux mois plus tard.

## Historique
Mis en service le 9 octobre 1941, l'Unterseeboot 334 suit sa période d'entraînement initial à Danzig au sein de la 8. Unterseebootsflottille jusqu'au 28 février 1942 ; l'U-334 rejoint son unité de combat à La Rochelle dans la 3. Unterseebootsflottille, à la base sous-marine de La Rochelle. Puis, à partir du 1er juillet 1942, il est affecté dans la 11. Unterseebootsflottille à Bergen.
L'Unterseeboot 334 effectue quatre patrouilles dans lesquelles il coule deux navires marchands ennemis pour un total de 14 372 tonneaux au cours de ses 110 jours en mer.
Il réalise sa première patrouille, quittant le port de Kiel le 18 mars 1942 sous les ordres de l'Oberleutnant zur See Hilmar Siemon pour une mission de surveillance dans la mer du Groenland. Le 1er avril 1942, cet officier est promu au grade de Kapitänleutnant. Le 13 avril 1942, un membre d'équipage (un Matrosengefreiter de 19 ans) se noie dans la mer de Barents. Après 28 jours en mer, le sous-marin accoste à Trondheim en Norvège le 14 avril 1942.
Sa deuxième patrouille se divise en deux temps. La première partie commence le 7 juin 1942 et le ramène quatre jours plus tard à Trondheim, son point de départ, le 10 juin 1942. Au cours de la seconde partie, plus longue, l'U-Boot coule le William Hopper, un navire du « célèbre » convoi PQ-17 le 4 juillet 1942. Le navire était déjà gravement endommagé à la suite d'une attaque aérienne. Afin de le saborder, il est visé par un navire d'escorte britannique, mais ne coule pas. Le même jour, l'U-334 lui tire deux «coups de grâce», deux torpilles contre le bateau ; la première est défectueuse et la seconde le manque. L'épave est finalement coulée au canon de l'U-Boot.

Le lendemain, 5 juillet 1942, ce dernier coule l' Earlston, également du convoi PQ-17. Ce navire était déjà endommagé par des bombes. L'U-334 essuie également une attaque aérienne ce jour-là, par un Junkers Ju 88, endommageant   l'appareil à gouverner et rendant l'U-Boot incapable de plonger. L'U-456 est obligé d'escorter l'U-334 jusqu'à Neidenfjord (de) où il arrive le 6 juillet 1942, soit après 22 jours en mer.

Il repart le 9 juillet 1942 de Neidenfjord pour rejoindre Trondheim, le 14 juillet 1942.
Sa troisième patrouille commence le 31 octobre 1942 pour le nord de l'Islande et la mer de Norvège, et se termine à Narvik le 1er décembre 1942, soit après 32 jours en mer.
Puis il effectue de courtes sorties. Du 2 au 4 décembre 1942, il retourne à Trondheim et du 12 au 16 décembre 1942 à Bergen.
Le 31 mars 1943, le Kapitänleutnant Hilmar Siemon cède le commandement de l'U-334 à l'Oberleutnant zur See Heinz Ehrich.
Pour sa quatrième patrouille, l'U-334 quitte le port de Bergen le 5 juin 1943. Il passe à travers le «fossé» entre l'Islande et les îles Féroé. Après dix jours en mer, l'U-334 est coulé le 14 juin 1943 dans l'Atlantique Nord au sud-ouest de l'Islande à la position géographique de 58° 16′ N, 28° 20′ O par des charges de profondeur lancées de la frégate britannique HMS Jed et du sloop britannique HMS Pelican.
Les quarante-sept membres d'équipage meurent dans cette attaque.

## Affectations
- 8. Unterseebootsflottille à Danzig du 9 octobre 1941 au 28 février 1942 (Flottille d'entraînement).
- 3. Unterseebootsflottille à La Pallice du 1er mars au 30 juin 1942 (Flottille de combat).
- 11. Unterseebootsflottille à Bergen du 1er juillet 1942 au 14 juin 1943 (Flottille de combat).

## Commandements
- Oberleutnant zur See, puis Kapitänleutnant Hilmar Siemon du 9 octobre 1941 au 31 mars 1943
- Oberleutnant zur See Heinz Ehrich du 1er avril au 14 juin 1943

## Patrouilles
|       | Commandant           | Départ           | Départ           | Arrivée           | Arrivée     | Jours     | Succès   |
| ----- | -------------------- | ---------------- | ---------------- | ----------------- | ----------- | --------- | -------- |
| 1     | Oblt. Hilmar Siemon  | 18 mars 1942     | Kiel             | 14 avril 1942     | Trondheim   | 28 jours  |          |
| 2     | Kptlt. Hilmar Siemon | 7 juin 1942      | Trondheim        | 10 juin 1942      | Trondheim   | 4 jours   |          |
| →     | Kptlt. Hilmar Siemon | 15 juin 1942     | Trondheim        | 6 juillet 1942    | Neidenfjord | 22 jours  | 14 372   |
|       | Kptlt. Hilmar Siemon | 9 juillet 1942   | Neidenfjord (de) | 14 juillet 1942   | Trondheim   | 6 jours   |          |
| 3     | Kptlt. Hilmar Siemon | 31 octobre 1942  | Trondheim        | 1er décembre 1942 | Narvik      | 32 jours  |          |
|       | Kptlt. Hilmar Siemon | 2 décembre 1942  | Narvik           | 4 décembre 1942   | Trondheim   | 3 jours   |          |
|       | Kptlt. Hilmar Siemon | 12 décembre 1942 | Trondheim        | 16 décembre 1942  | Bergen      | 5 jours   |          |
| 4     | Oblt. Heinz Ehrich   | 5 juin 1943      | Bergen           | 14 juin 1943      | Coulé       | 10 jours  |          |
| Total | Total                | Total            | Total            | Total             | Total       | 110 jours | 14 372 t |

Note : Oblt. = Oberleutnant zur See - Kplt. = Kapitänleutnant

### Opérations Wolfpack
L'U-334 a opéré avec les Wolfpacks (meute de loups) durant sa carrière opérationnelle.
1. Naseweis (31 mars 1942 - 10 avril 1942)
2. Bums (10 avril 1942 - 12 avril 1942)
3. Eisteufel (21 juin 1942 - 5 juillet 1942)

## Navires coulés
L'Unterseeboot 334 a coulé deux navires marchands ennemis pour un total de 14 372 tonneaux  au cours des quatre patrouilles (96 jours en mer) qu'il effectua.
| Date           | Nom du navire  | Nationalité | Tonnage | Convoi | Fait  |
| -------------- | -------------- | ----------- | ------- | ------ | ----- |
| 4 juillet 1942 | William Hooper | États-Unis  | 7 177   | PQ-17  | Coulé |
| 5 juillet 1942 | Earlston       | Royaume-Uni | 7 195   | PQ-17  | Coulé |

### Source et bibliographie
- (en) Cet article est partiellement ou en totalité issu de l’article de Wikipédia en anglais intitulé « German submarine U-334 » (voir la liste des auteurs).
- Chris Bishop, historien militaire (trad. de l'anglais par Christian Muguet), Les sous-marins de la Kriegsmarine : 1939-1945 : le guide d'identification des sous-marins [« The spellmount submarine identification guide : Kriegsmarine U-boats 1939-1945 »], Paris, E?d. de Lodi, 2008, 192 p. (ISBN 978-2-84690-327-1, OCLC 470721805, BNF 41298980)